# Bàgovskaia
Bàgovskaia - Баговская (rus) és una stanitsa del krai de Krasnodar, a Rússia. Es troba a la confluència del riu Khodz i el seu afluent Gurman, està envoltada de boscos caducifolis, a 29 km al sud-oest de Mostovskoi i a 159 km al sud-oest de Krasnodar, la capital.
Pertanyen a aquest municipi el possiólok de Bugunja i els khútors de Kizinka i Uzlovoi.